# 36 Dywizja Piechoty (Imperium Rosyjskie)
36 Dywizja Piechoty (ros. 36-я пехотная дивизия) – dywizja piechoty Armii Imperium Rosyjskiego, w tym okresu działań zbrojnych I wojny światowej.

## Charakterystyka
W 1914 wchodziła w skład 13 Korpusu Armijnego. Sztab dywizji stacjonował w Orle. W tym czasie dywizja etatowo posiadała cztery pułki po cztery bataliony oraz brygadę artylerii polowej z 6 bateriami po 8 dział. Doświadczenie zdobyte podczas walk na frontach I wojny światowej  skutkowało zmianami organizacyjnymi. Zimą z 1916 na 1917 rozpoczęto reorganizację dywizji piechoty. Zredukowano liczbę batalionów z 16 do 12 i zmniejszono liczbę dział polowych na mniej aktywnych odcinkach frontu.

## Struktura organizacyjna
Organizacja w 1914
- 1 Brygada Piechoty (Orzeł)
  - 141 Możajski pułk piechoty (Orzeł)
  - 142 Zwienigorodzki pułk piechoty (Orzeł)
- 2 Brygada Piechoty (Briańsk)
  - 143 Dorohobuski pułk piechoty (Briańsk)
  - 144 Kaszyrski pułk piechoty (Briańsk)
- 36 Brygada Artylerii (Karaczew, gubernia orłowska)